# Ostroszowice

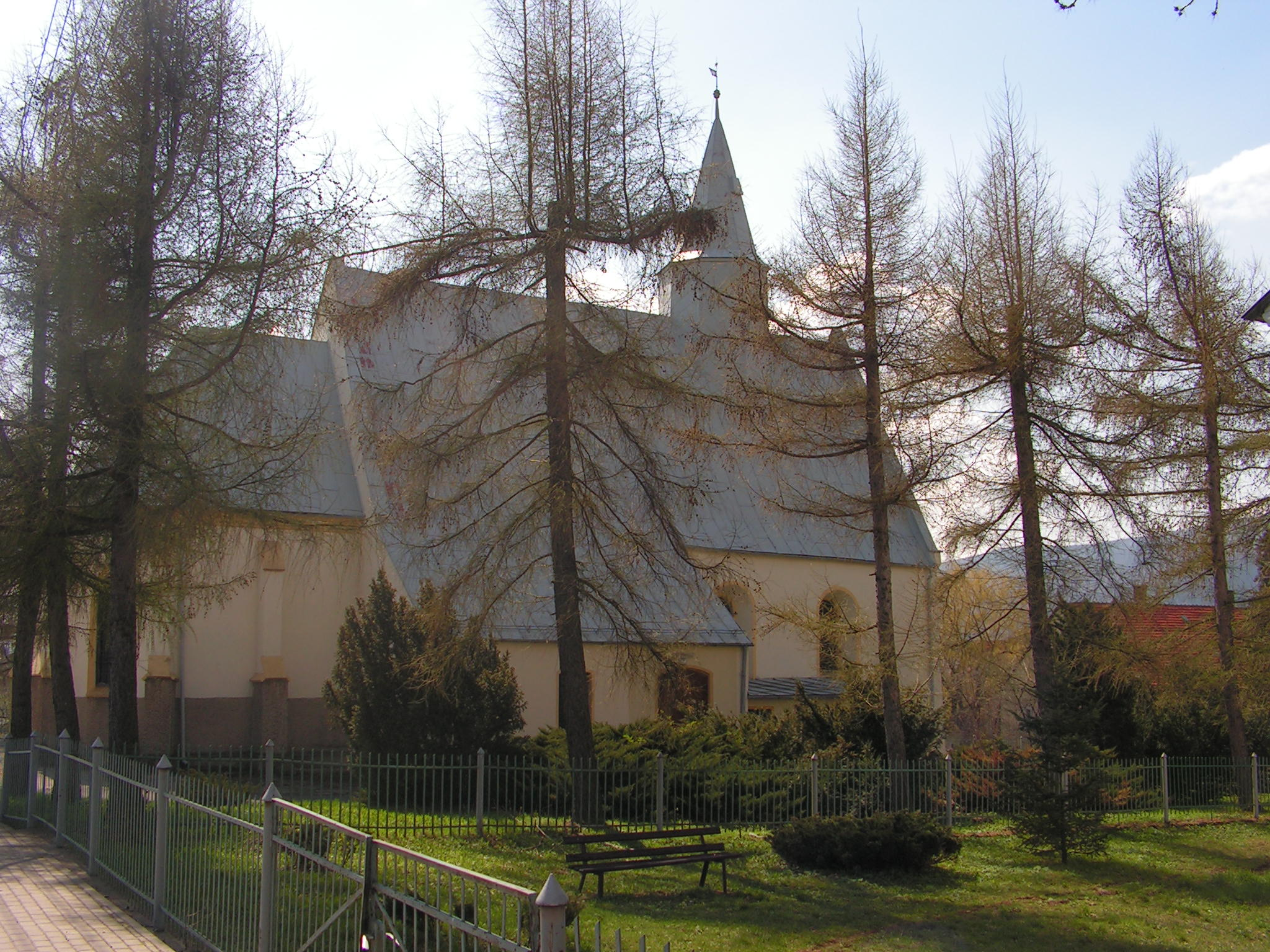
Katholische Pfarrkirche St. Hedwig

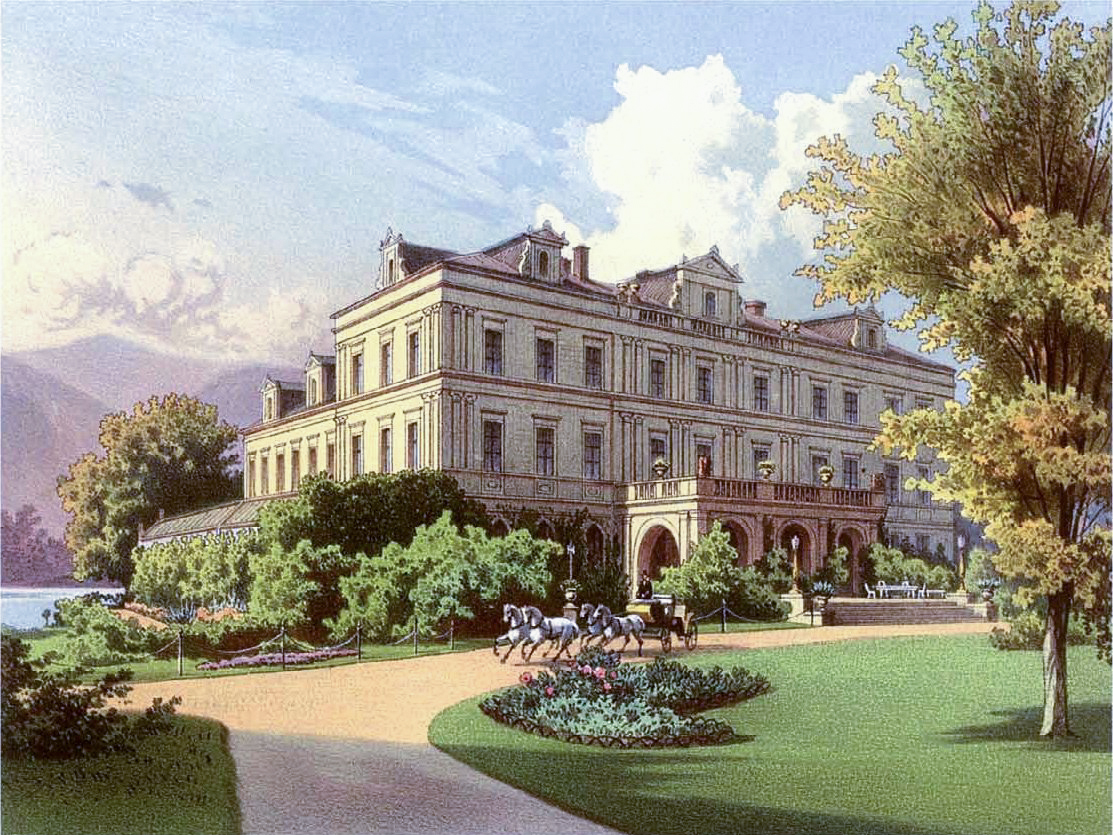
Schloss Weigelsdorf um 1860, Sammlung Alexander Duncker

Ostroszowice (deutsch Weigelsdorf) ist ein Dorf in der Landgemeinde Dzierżoniów im Powiat Dzierżoniowski der Wojewodschaft Niederschlesien in Polen. 

## Lage
Ostroszowice liegt am östlichen Fuß des Eulengebirges ca. elf Kilometer südöstlich von Dzierżoniów (Reichenbach) und 20 Kilometer nordwestlich von Ząbkowice Śląskie (Frankenstein). Nachbarorte sind Jugowice (Hausdorf) im Westen, Bielawa (Langenbielau) im Norden, Grodziszcze (Lampersdorf) im Süden und Owiesno (Habendorf) im Osten. 

## Geschichte
Weigelsdorf wurde erstmals im Jahr 1366 urkundlich erwähnt und bereits als großes Pfarrdorf beschrieben. Es ist anzunehmen, dass Weigelsdorf identisch mit dem früheren Burkhardsdorf ist, welches zeitgleich mit dem benachbarten Lampersdorf um 1260 durch Lokatoren gegründet worden ist. Während Burkhardsdorf nach 1316 nicht mehr erwähnt wird, taucht an derselben Stelle mit der Erstnennung von 1366 ein Weigandisdorff auf. Als Besitzer des Dorfes erscheinen im 16. Jahrhundert die Herren von Netz, welche 1757 durch die Herren von Seherr-Thoß (ab 1775 Grafen) beerbt wurden.
Einer der bedeutendsten Betriebe bis 1945 in Weigelsdorf waren die Vereinigten Berliner Metall- und Holzmöbel-Fabriken AG, ansässig im Oberdorf, nahe dem Bahnhof. Im Ort gab es noch das Sägewerk & Stellmacherei Carl Möse, im Eulengebirge auch bekannt für seine Skiherstellung. Im Ortsteil Tannenberg wurde von der Weberei Friedrich Dierig aus Langenbielau ein Zweigwerk betrieben.
Als Folge des Zweiten Weltkriegs fiel Weigelsdorf 1945 an Polen und wurde in Ostroszowice umbenannt. Die deutsche Bevölkerung wurde, soweit sie nicht schon vorher geflohen war, 1945/46 vertrieben. Die neuen Bewohner waren zum Teil Heimatvertriebene aus Ostpolen, das an die Sowjetunion gefallen war. Von 1975 bis 1998 gehörte Ostroszowice zur Woiwodschaft Wałbrzych.

## Sehenswürdigkeiten

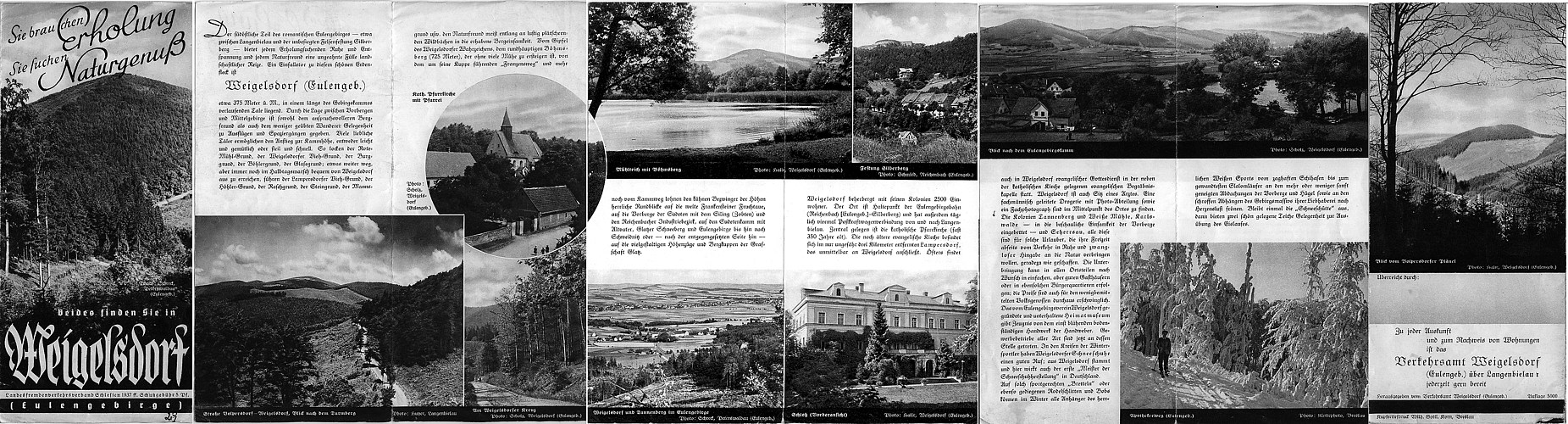
Broschüre Fremdenverkehrsamt Weigelsdorf 1937

- Die Römisch-katholische Pfarrkirche St. Hedwig (polnisch Kościół św. Jadwigi) wurde 1592–1600 erbaut und 1891 erweitert. Zur Ausstattung zählen ein Renaissance-Taufbecken und zwei Barockaltäre.[1]
- Das Schloss Weigelsdorf wurde 1715–1718 von Graf von Seher-Thoß erbaut und hatte eine burgartige Bauweise. 1861–1863 wurde es aus- und umgebaut. Zuletzt war es im Besitz des Heinrich Leopold Graf von Seher-Thoß. 1945 wurde es verstaatlicht und dem Verfall preisgegeben.[2]

## Söhne und Töchter des Ortes
- Heinrich Leopold von Seherr-Thoß (1734–1804), Großgrundbesitzer
- Wolfram Fischer (1928–2024), deutscher Wirtschafts- und Sozialhistoriker
- Tomek Tryzna (* 1948), polnischer Schriftsteller und Filmregisseur